# Abderrezak Hellal
Abderrezak Hellal, né le 22 octobre 1951 à Batna en Algérie et mort le 22 juin 2014 à Douera (près d'Alger), est écrivain et cinéaste,.
Il a écrit plusieurs livres, dont : Place de la Régence, Dix huit cent trente, 1830, etc.